# Vícenice u Náměště nad Oslavou
Vícenice u Náměště nad Oslavou (česky do roku 1918 Vicenice, v letech 1918–1950 a od 1. ledna 1980 do 29. března 1992 Vícenice, v letech 1970–1979 a od 30. března 1992 již Vícenice u Náměště nad Oslavou; německy Witzenitz) jsou obec v okrese Třebíč v Kraji Vysočina. Žije zde 437 obyvatel a katastrální území obce má rozlohu 593 ha. Ve vzdálenosti asi 18 kilometrů západně leží město Třebíč, 19 kilometrů severozápadně město Velké Meziříčí, 21 kilometrů jihovýchodně město Ivančice a 22 kilometrů jižně město Moravský Krumlov.
Sousedními obcemi sídla jsou Ocmanice, Hartvíkovice, Náměšť nad Oslavou, Okarec a Sedlec.

## Historie
První písemná zmínka o obci pochází z roku 1376. V roce 1390 byl majitelem vesnice Jaroslav z Meziříčí, v roce 1412 pak získal vesnici od své manželky Jindřich z Vartenberka. V roce 1447 Hašek z Valdštejna prodal vesnici spolu se Slavěticemi Smilovi z Doubravice.
V roce 1481 zdědil Vícenice Štěpán z Lomnice a Náměště, v polovině 16. století se Bedřich ze Žerotína stal majitelem vesnice, neboť si vzal dceru Jana z Lomnice. V roce 1628 zakoupil náměšťské panství a Vícenice Albrecht kníže Frýdlantský a Zaháňský, následně pak předal tyto nabyté majetky Janu Křtiteli Verdovi z Verdenberka. Po třicetileté válce se Verdenberkové zadlužili a pronajal celé náměšťské panství Josefu Kryštofovi Šarerovi z Friseneku, následně se vesnice vrátila do rukou Janovi Filipovi z Verdenberka. Jeho syn zemřel předčasně a tak po něm panství zdědil Václav Adrian z Enckevoirtu, po něm pak část panství zdědila Marie Františka Koloničová a další část pravnučky Kamily z Verdenberka. V roce 1743 pak panství zakoupila Františka z Kufštejna, manželé z Kufštejna však brzy zemřeli a roku 1752 zakoupil panství Bedřich Vilém z Haugvic a Biskupic, Haugvicové vlastnili panství až do roku 1945.
Roku 1827 byl založen nový hřbitov u silnice a v roce 1852 byl kostel svatého Marka ve vsi kompletně opraven. V roce 1857 shořela více než polovina vesnice. V témže roce byla zřízena první škola, ta následně kolem roku 1900 byla rozšířena na dvojtřídní, posléze byla kolem roku 1957 i trojtřídní, následně zase dvojtřídní. V roce 1895 byl v obci založen hasičský spolek, v roce 1910 Národní jednota a v roce 1924 Domovina.
Roku 1931 byla postavena silnice mezi Zňátkami a Vícenicemi. Roku 1947 byl v obci rozveden vodovod. V roce 1950 bylo v obci založeno JZD. Mezi lety 1974 a 1975 byla obec kanalizována.

## Obyvatelstvo
| Rok            | 1869 | 1880 | 1890 | 1900 | 1910 | 1921 | 1930 | 1950 | 1961 | 1970 | 1980 | 1991 | 2001 | 2011 | 2021 |
| -------------- | ---- | ---- | ---- | ---- | ---- | ---- | ---- | ---- | ---- | ---- | ---- | ---- | ---- | ---- | ---- |
| Počet obyvatel | 355  | 368  | 362  | 402  | 414  | 417  | 468  | 412  | 461  | 439  | 404  | 352  | 358  | 366  | 404  |
| Počet domů     | 44   | 50   | 50   | 55   | 56   | 59   | 75   | 101  | 116  | 110  | 105  | 115  | 117  | 130  | 147  |

## Obecní správa
Do roku 1849 patřily Vícenice u Náměště nad Oslavou do náměšťského panství, od roku 1850 patřily do okresu Moravský Krumlov, pak od roku 1868 do okresu Třebíč, mezi lety 1949–1960 do okresu Velká Bíteš a od roku 1960 do okresu Třebíč. Od 1. ledna 1980 do 31. července 1990 patřily Vícenice u Náměště nad Oslavou pod Náměšť nad Oslavou, následně se obec osamostatnila. Součástí obce byla do roku 1919 i obec Zňátky.

### Obecní symboly
Znak a vlajka byly obci uděleny rozhodnutím předsedy Poslanecké sněmovny Parlamentu České republiky dne 11. května 2006.

## Politika

### Volby do Poslanecké sněmovny
|       | 2006                | 2010                | 2013                | 2017                | 2021                |
| ----- | ------------------- | ------------------- | ------------------- | ------------------- | ------------------- |
| 1.    | ČSSD (39,13 %)      | ČSSD (22,38 %)      | ČSSD (23,88 %)      | ANO (44,07 %)       | ANO (39,6 %)        |
| 2.    | ODS (23,67 %)       | KSČM (18,57 %)      | ANO 2011 (18,4 %)   | KSČM (12,32 %)      | SPD (14,4 %)        |
| 3.    | KSČM (19,8 %)       | VV (16,66 %)        | KSČM (17,41 %)      | SPD (10,9 %)        | SPOLU (10,8 %)      |
| účast | 70,27 % (208 z 296) | 69,18 % (211 z 305) | 63,84 % (203 z 318) | 69,01 % (216 z 313) | 76,45 % (250 z 327) |

### Volby do krajského zastupitelstva
|      | 1.                 | 2.                   | 3.                        | účast               |
| ---- | ------------------ | -------------------- | ------------------------- | ------------------- |
| 2000 | KSČM (37,98 %)     | SV (19,37 %)         | ODS (10,85 %)             | 48,23 % (137 z 284) |
| 2004 | KSČM (31,18 %)     | ODS (25,8 %)         | ČSSD (19,35 %)            | 31,52 % (93 z 295)  |
| 2008 | KSČM (33,33 %)     | ČSSD (32,57 %)       | ODS (15,9 %)              | 44,19 % (133 z 301) |
| 2012 | KSČM (30,27 %)     | ČSSD (26,6 %)        | KDU-ČSL (13,76 %)         | 41,08 % (128 z 314) |
| 2016 | ANO 2011 (31,53 %) | KSČM (16,21 %)       | SPD+SPO (13,51 %)         | 35,56 % (112 z 315) |
| 2020 | ANO (33,33 %)      | SPD (14,81 %)        | KDU-ČSL (11,85 %)         | 41,82 % (138 z 330) |
| 2024 | ANO (41,6 %)       | STAN+SNK ED (20,8 %) | SPD+Trikolora+PRO (8,8 %) | 37,39 % (126 z 337) |

### Prezidentské volby
V prvním kole prezidentských voleb v roce 2013 první místo obsadil Miloš Zeman (91 hlasů), druhé místo obsadil Jiří Dienstbier (33 hlasů) a třetí místo obsadil Jan Fischer (26 hlasů). Volební účast byla 71,61 %, tj. 222 ze 310 oprávněných voličů. V druhém kole prezidentských voleb v roce 2013 první místo obsadil Miloš Zeman (165 hlasů) a druhé místo obsadil Karel Schwarzenberg (52 hlasů). Volební účast byla 70,78 %, tj. 218 ze 308 oprávněných voličů.
V prvním kole prezidentských voleb v roce 2018 první místo obsadil Miloš Zeman (149 hlasů), druhé místo obsadil Jiří Drahoš (33 hlasů) a třetí místo obsadil Marek Hilšer (16 hlasů). Volební účast byla 76,49 %, tj. 244 ze 319 oprávněných voličů. V druhém kole prezidentských voleb v roce 2018 první místo obsadil Miloš Zeman (196 hlasů) a druhé místo obsadil Jiří Drahoš (64 hlasů). Volební účast byla 81,62 %, tj. 262 ze 321 oprávněných voličů.
V prvním kole prezidentských voleb v roce 2023 první místo obsadil Andrej Babiš (125 hlasů), druhé místo obsadil Petr Pavel (49 hlasů) a třetí místo obsadila Danuše Nerudová (32 hlasů). Volební účast byla 82,21 %, tj. 268 ze 326 oprávněných voličů. V druhém kole prezidentských voleb v roce 2023 první místo obsadil Andrej Babiš (150 hlasů) a druhé místo obsadil Petr Pavel (98 hlasů). Volební účast byla 77,26 %, tj. 248 ze 321 oprávněných voličů.

## Pamětihodnosti
- Kostel svatého Marka
- 7 křížů – jeden u kostela, další v okolí obce
- Pomník padlých první a druhé světové války – nedaleko kostela
- Pomník T. G. Masaryka z roku 1932

## Čestní občané
- Klement Gottwald, 19. listopadu 1948[36]
- Richard Tenora, leden 1948[36]
- Josef Schoch, 1906[36]